# 霍尔果斯 (杰特苏州)
霍尔果斯是哈萨克斯坦杰特苏州潘菲洛夫区的一个村庄，位于扎尔肯特市以东31公里同名河流右岸中国-哈萨克斯坦边境，2009年人口875人。1871年成为俄罗斯帝国的一部分。当地有阿腾科里火车站。